# Eleocharis brittonii
Eleocharis brittonii là loài thực vật có hoa trong họ Cói. Loài này được Svenson ex Small mô tả khoa học đầu tiên năm 1933.